# Gare de Natori
La gare de Natori (名取駅, Natori-eki) est une gare ferroviaire située dans la ville de Natori, dans la préfecture de Miyagi au Japon. La gare est exploitée par les compagnies JR East et Sendai Airport Transit.

## Situation ferroviaire
La gare de Natori est située au point kilométrique (PK) 341,4 de la ligne principale Tōhoku. Elle marque le début de la ligne de l'Aéroport de Sendai.

## Historique
La gare est inaugurée le 11 octobre 1888 sous le nom de gare de Masuda. Elle prend son nom actuel en 1963.

## Service des voyageurs

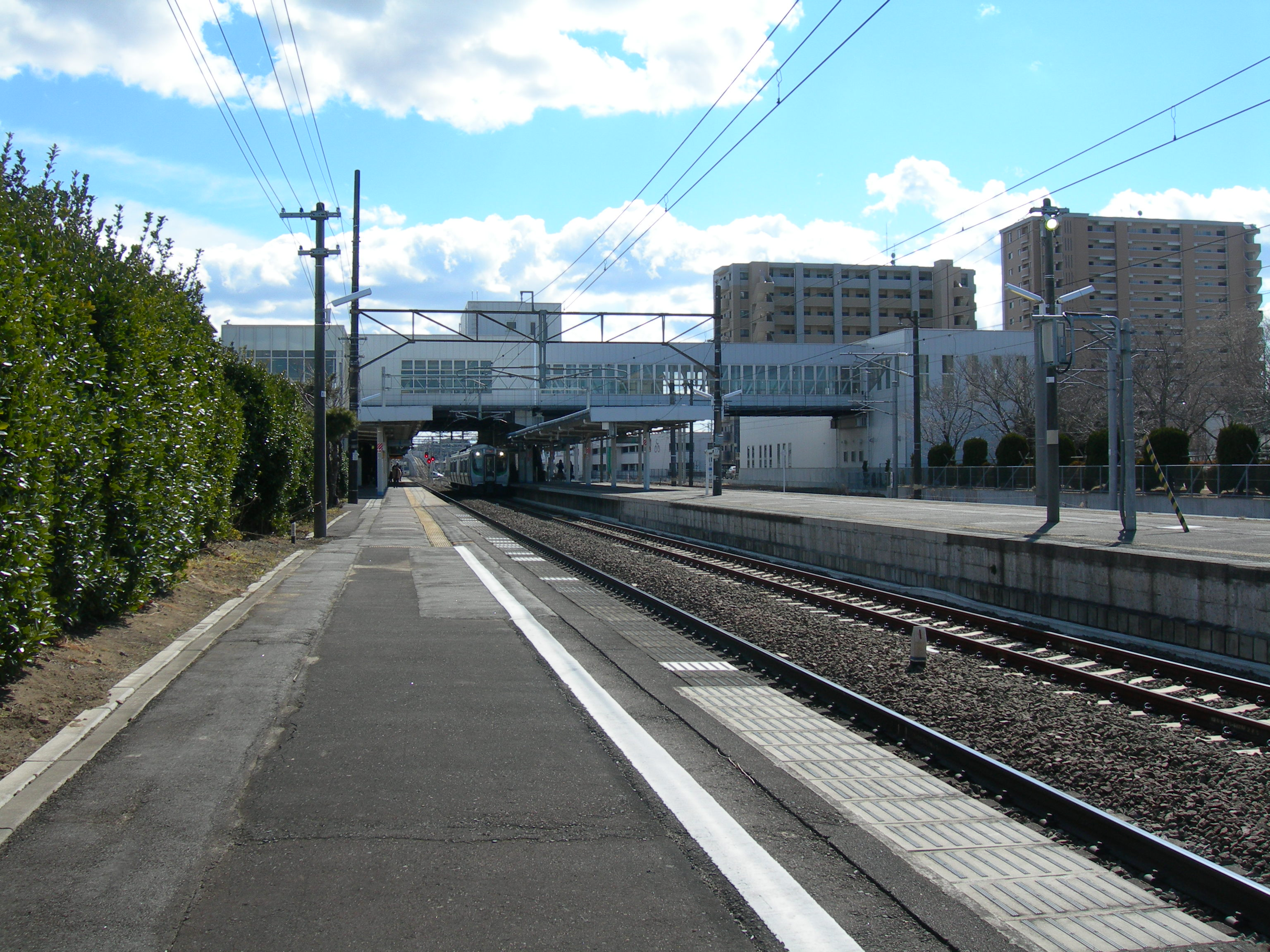
Vue des quais.

### Accueil
La gare dispose d'un bâtiment voyageurs, avec guichets, ouvert tous les jours.

### Desserte
- Ligne principale Tōhoku :
  - voie 1 : direction Shiroishi et Fukushima
  - voie 3 : direction Sendai
- Ligne Jōban :
  - voie 1 : direction Iwanuma et Haranomachi
  - voie 3 : direction Sendai
- Ligne de l'Aéroport de Sendai :
  - voies 1 et 2 : direction Aéroport de Sendai
  - voies 2 et 3 : direction Sendai